# Oxychloe andina
Oxychloe andina là một loài thực vật có hoa trong họ Juncaceae. Loài này được Phil. mô tả khoa học đầu tiên năm 1860.